# جيريمي شادا
جيريمي شادا (بالإنجليزية: Jeremy Shada)‏ هو ممثل، مغني وموسيقي أمريكي، أشتهر بعمله كمؤدي صوت فين البشري في المسلسل المتحرك الأمريكي وقت المغامرة. وهو معروف أيضاً بأدائئه بطولة في عدة شخصيات في مسلسل كوميديا المشهد القصير إنكريديبل كرو.

## سيرة
بدأ جيريمي شادا التمثيل في سن السابعة بعد وقت قصير من انتقاله للوس أنجلوس مع عائلته. وكان مصدر إلهامه للتمثيل أخاه الأكبر زاك شادا وهو الذي كان قد بدأ التمثيل بنفسه. في البداية ظهر شادا في إعلانات تجارية. في وقت لاحق، بدأ بالتقدم لتجارب أداء من أجل التمثيل الصوتي والعروض المسرحية.
قام وكيل جيريمي شادا بطرح فكرة التقدم بتجربة الأداء لدور فين عام 2009. كلاهما جيريمي وأخاه زاك اعترفا بأن زاك كان الصوت الأصلي لفين في الحلقة التجريبية الأولى لوقت المغامرة قبل ثلاث سنوات عام 2007. بعد عرض الحلقة على يوتيوب، تطابق صوت جيريمي مع أخاه زاك في اختبارات الأداء وكانت لجنة التحكيم تتكون من مؤلف وقت المغامرة بيندليتون وارد ومنتجي العرض، مما جعله يكتسب دور فين. انضم شادا لطاقم عمل مسلسل نيك كانون إنكريديبل كرو عام 2012، وهو مسلسل كوميديا مشاهد قصيرة.
بسبب جدول التمثيل، كان شادا يدرس في المنزل. ورداً على أسئلة المعجبين على صفحته الخاصة على فيس بوك، أشار شادا إلى أنه تخرج من المدرسة الثانوية في مايو 2013.
أعلن جيريمي شادا يوم 21 يوليو 2014، بأنه عضو في فرقة البوب بانك Make Out Monday والتي مقرها في لوس أنجلوس. تضم الفرقة أيضاً أخ جيريمي زاك شادا ولوغان تشارلز، جون سبايسر وسيث رينكين. قامت الفرقة بالتأدية في سان دييغو كومك-كون عام 2014

## وصلات خارجية
جيريمي شادا على موقع IMDb (الإنجليزية)
- جيريمي شادا على موقع ألو سيني (الفرنسية)
- جيريمي شادا على موقع ميوزك برينز (الإنجليزية)
- جيريمي شادا على موقع أول موفي (الإنجليزية)
- جيريمي شادا على موقع قاعدة بيانات الأفلام السويدية (السويدية)
- جيريمي شادا على موقع ديسكوغز (الإنجليزية)
- جيريمي شادا على موقع قاعدة بيانات الفيلم (الإنجليزية)
- جيريمي شادا على موقع كينوبويسك (الروسية)